# Адриана (албум)
Адриана је деби студијски албум поп и фолк певача Дада Глишића, издат 1999. године, за Гранд продакшн. Песма Адриана је била велики хит. У питању је први од два фолк албума овог певача, пре него што се преоријентисао на поп музику. Снимљен је у сарадњи са Злаја бендом.

## Списак песама
| №   | Назив                 | Текст                 | Музика                       | Трајање |  |
| 1.  | Адриана               | Стеван Симеуновић     | Горан Ратковић Рале          |         |  |
| 2.  | Кажи вило бела        | Мирослав Јањанин      | Дејан Мијатовић (композитор) |         |  |
| 3.  | Анђеле сад да замолим | Младен Вуковић        | Злаја Тимотић                |         |  |
| 4.  | Не волиш ме знам      | Ризо Хамидовић        | Александар Фута Радуловић    |         |  |
| 5.  | Слепи путник          | Драган Брајовић Браја | Злаја Тимотић                |         |  |
| 6.  | Три девојке           | Бранко Глушчевић      | Злаја Тимотић                |         |  |
| 7.  | Није ово збогом       | Вања Валентина        | Злаја Тимотић                |         |  |
| 8.  | Када би ме прошла     | Вера Милосављевић     | Дејан Мијатовић              |         |  |
| 9.  | Лопов срца твог       | Драган Брајовић Браја | Злаја Тимотић                |         |  |
| 10. | Есмералда             | /                     | Злаја Тимотић                |         |  |